# Пестришино
Пестришино (на македонска литературна норма: Пестришино) е село в източната част на Северна Македония, община Пробищип.

## География
Землището на Пестришино е 7,7 km2, от които земеделската площ е 728 хектара – 311 хектара обработваема земя, 409 хектара пасища и 24 хектара гори.

## История
В XIX век Пестришино е малко българско село в Щипска кааза на Османската империя. Според статистиката на Васил Кънчов от 1900 година Пестришино има 80 жители, всички българи християни.
В началото на XX век българското население на селото е под върховенството на Българската екзархия. По данни на секретаря на екзархията Димитър Мишев („La Macédoine et sa Population Chrétienne“) през 1905 година в Пестришино (Pestrichino) има 96 българи екзархисти.

През 1905 година Петър Ацев и Пере Тошев правят наблюдението, че жителите на Пестришино по нрави, обичаи и говор са близки до шопите. Ацев отбелязва, че те носят калпаци, а по отношение на говора им пише:
| „ | През целия ден Пере водеше разговор със селяните и следеше в говора им, че много общо има в езика на тези селяни с оня на шопите. Изглежда, че шопското племе действително се простира до крайните западни предели на Осоговската планина. | “ |

При избухването на Балканската война в 1912 година 2 души от Пестришино са доброволци в Македоно-одринското опълчение.
Според преброяването от 2002 година селото има 10 жители (4 мъже и 6 жени), в 5 домакинства и 19 къщи.
В 2014 година на формата на името на селото е сменена от Пестършино (Пестршино) на Пестришино (Пестришино).

## Личности
Родени в Пестришино
- Тасе Панев, деец на ВМРО[7]

Починали в Пестришино
- Борис Павлов Танев, български военен деец, подпоручик, загинал през Междусъюзническа война[8]
- Васил Георгиев Янакиев, български военен деец, майор, загинал през Междусъюзническа война[9]
- Георги Величков Спасов, български военен деец, поручик, загинал през Междусъюзническа война[10]